# Parco Ruffini
Parco Ruffini – park położony na zachodnich obrzeżach Turynu tuż przy administracyjnych granicach miasta przy Corso Trapani. Zajmuje powierzchnię ok. 130 tys. m². Park został otwarty 31 grudnia 1925 - nazywał się wówczas Parco Gerolamo Napoleone Bonaparte. Na terenie parku powstały liczne obiekty sportowe: hala sportowo-widowiskowa PalaRuffini, Stadio Primo Nebiolo, boiska do tenisa oraz gier zespołowych. 